# Dietramszell
Dietramszell település Németországban, azon belül Bajorországban. Lakosainak száma 5737 fő (2023. december 31.). Dietramszell Otterfing, Holzkirchen és Egling községekkel határos.

## Népesség
A település népessége az elmúlt években az alábbi módon változott:
| Lakosok száma | 3751 | 3620 | 5300 | 5309 | 5370 | 5442 | 5454 | 5459 | 5757 | 5737 |
|               | 1970 | 1975 | 2011 | 2012 | 2014 | 2015 | 2017 | 2019 | 2022 | 2023 |

## Fekvése
- Lindentől 9 km-rel délre fekvő település.

## Története

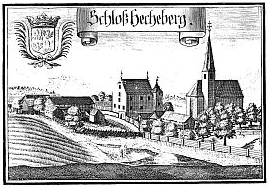
Dietramszell egy régi metszeten

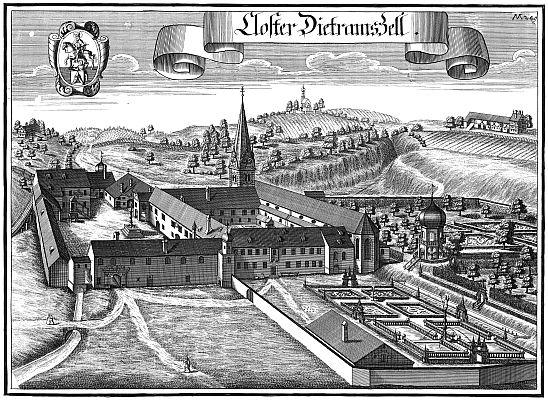
A kolostortemplom Michael Wening metszetén

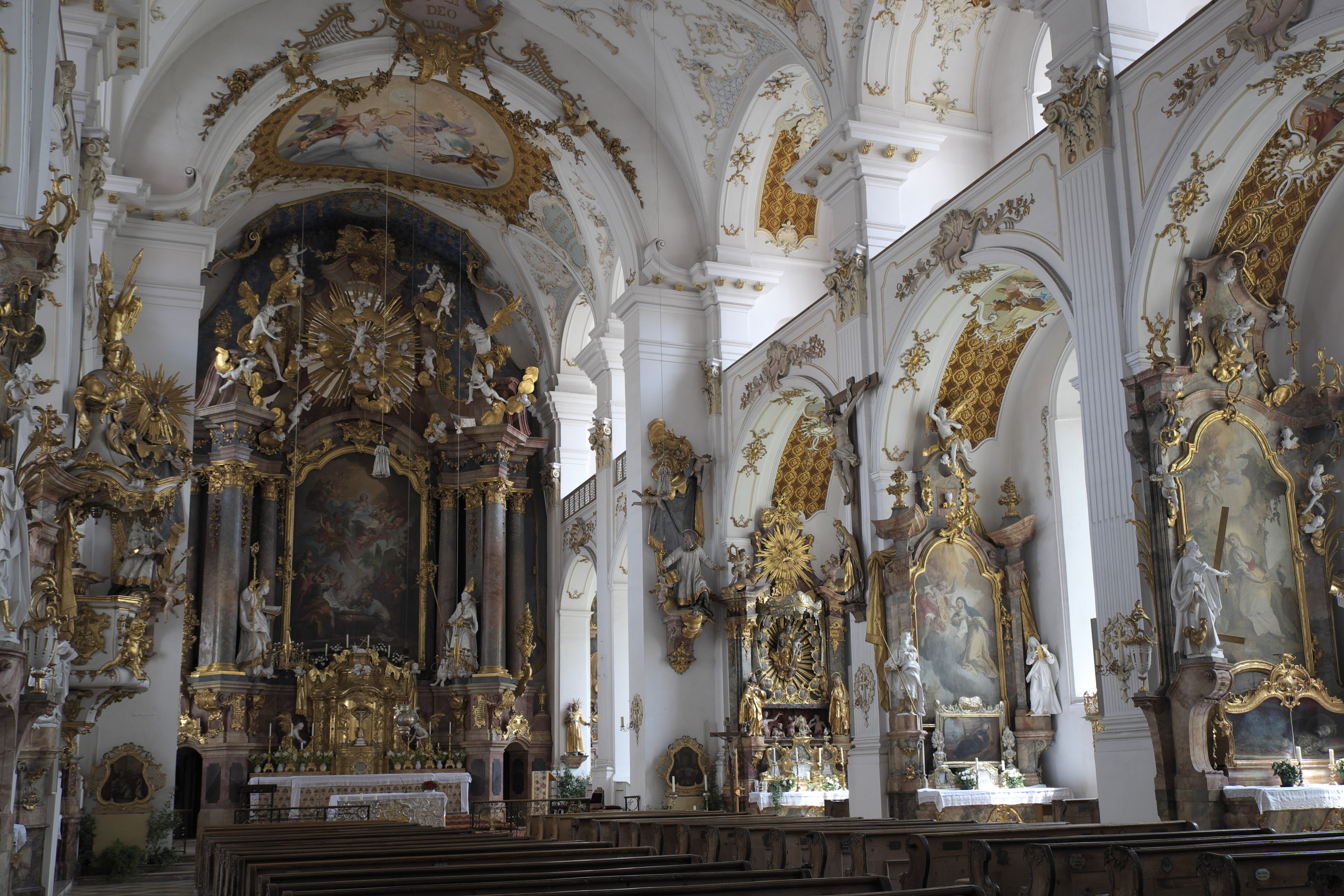
A kolostortemplom (Klosterkirche Mariä Himmelfahrt) főoltára

A település egy remetelak körül jött létre, amelyet 1102-ben a sűrű erdő közepén Dietram szerzetes épített magának.  Körülbelül ennek a helyén áll az ágostonrendiek 1729-1741 között épített kolostortemploma (Klosterkirche Mariä Himmelfahrt), mely Bajorország egyik legnagyobb barokk temploma. Kissé távolabb egy erdei tisztáson áll a  Búcsújáró templom (Wallfahrtskirche St. Leonard).

## Galéria

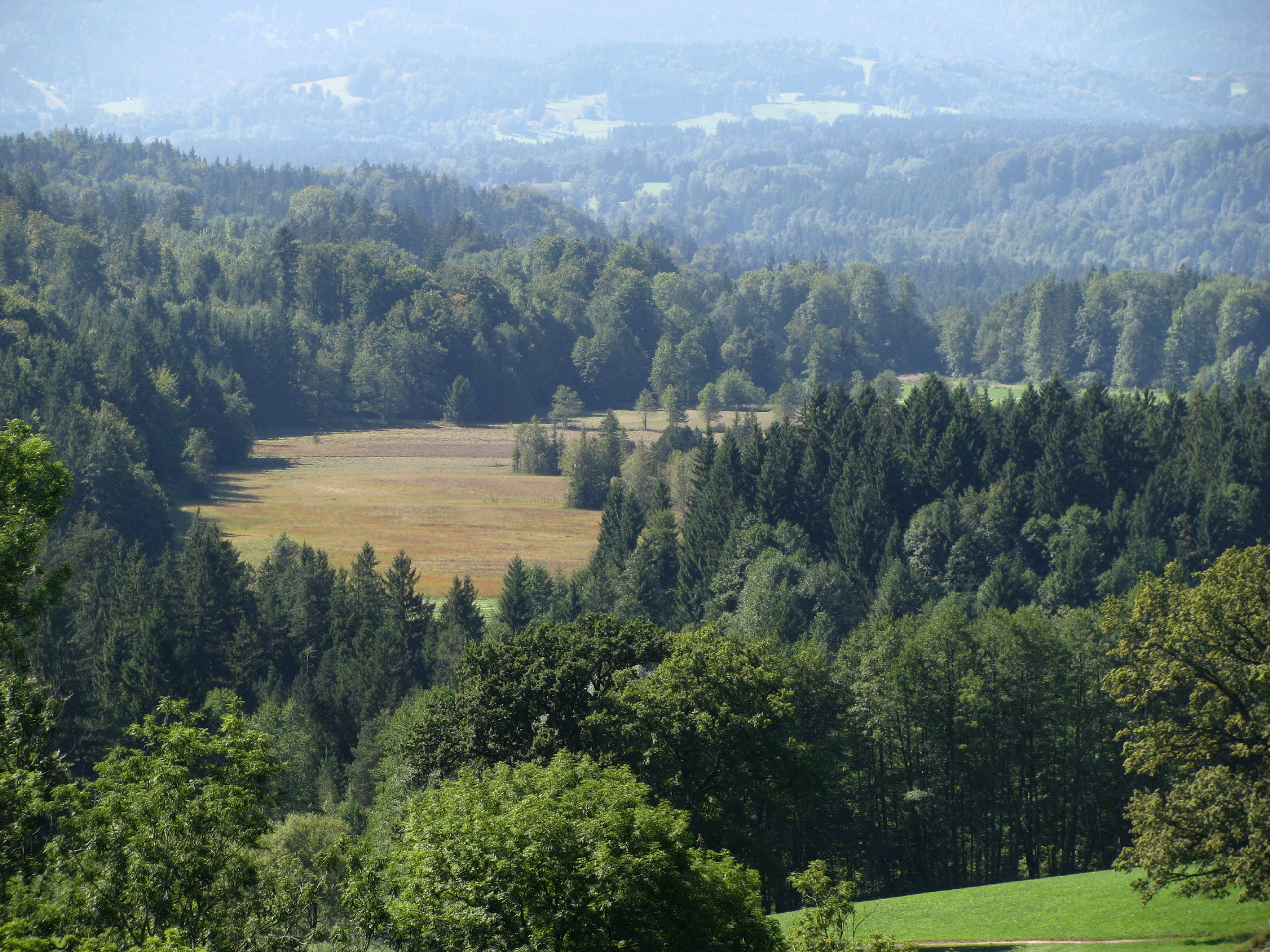
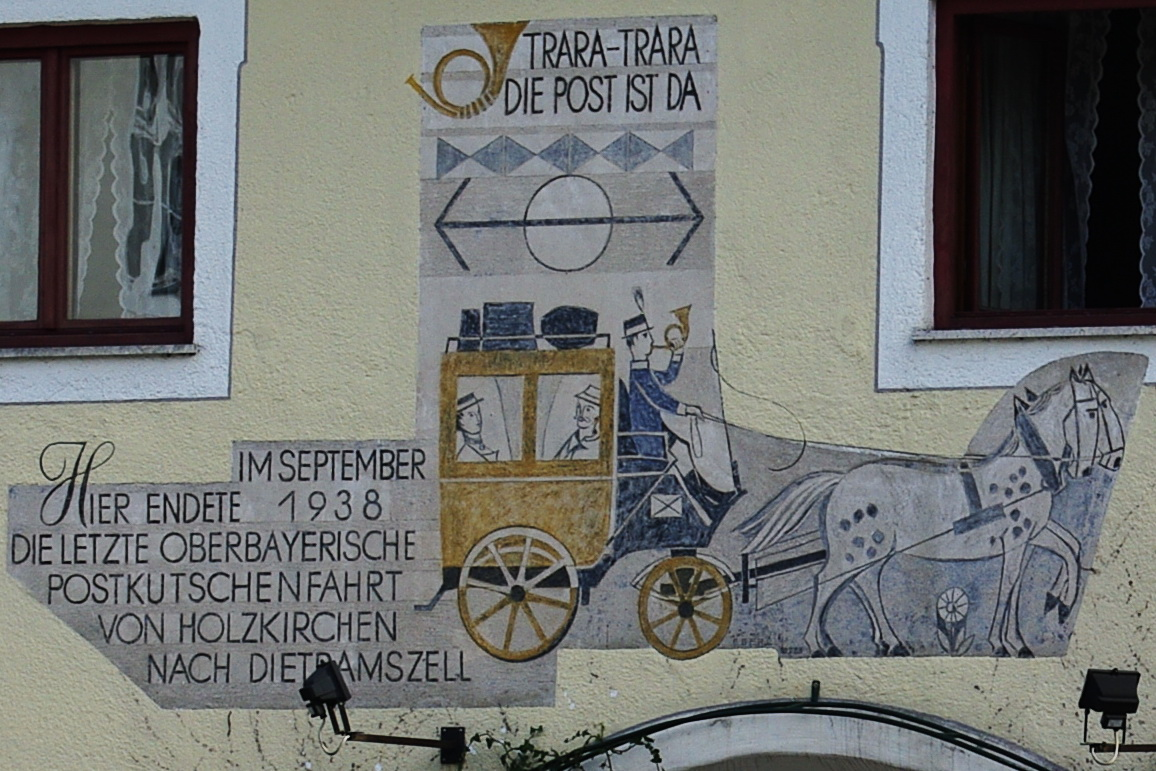
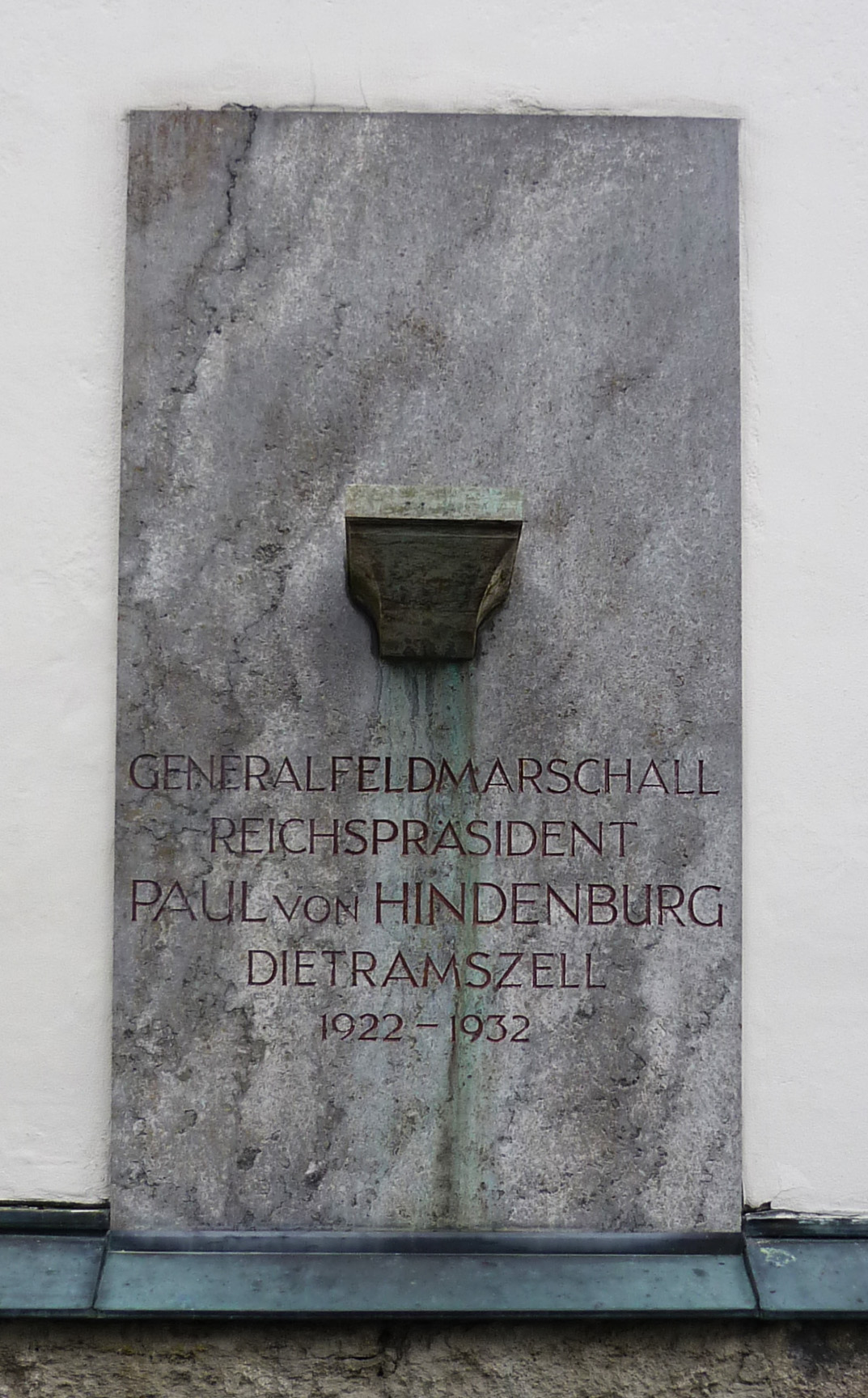
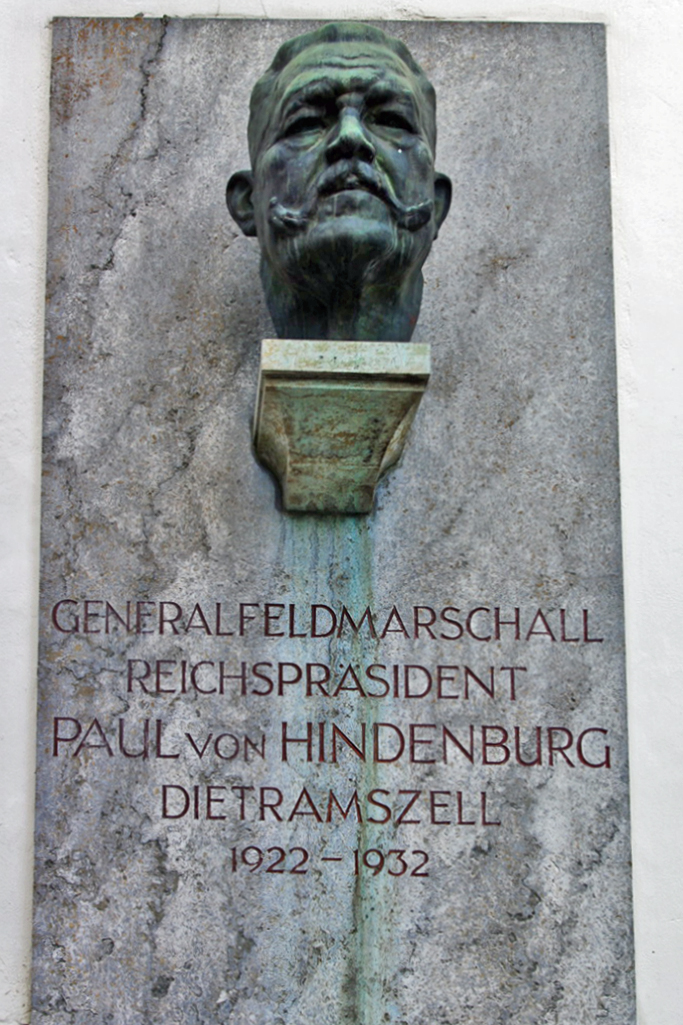
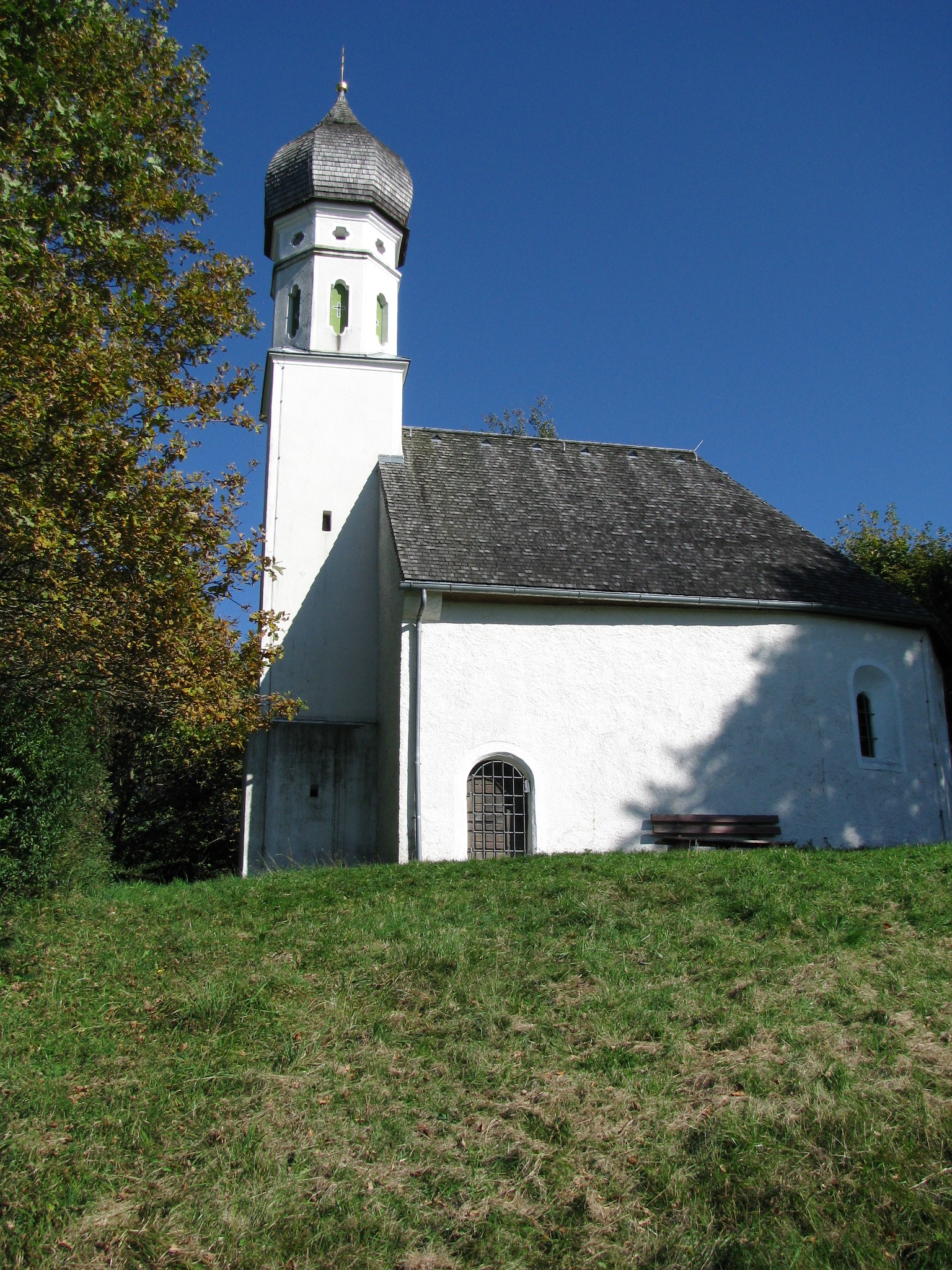
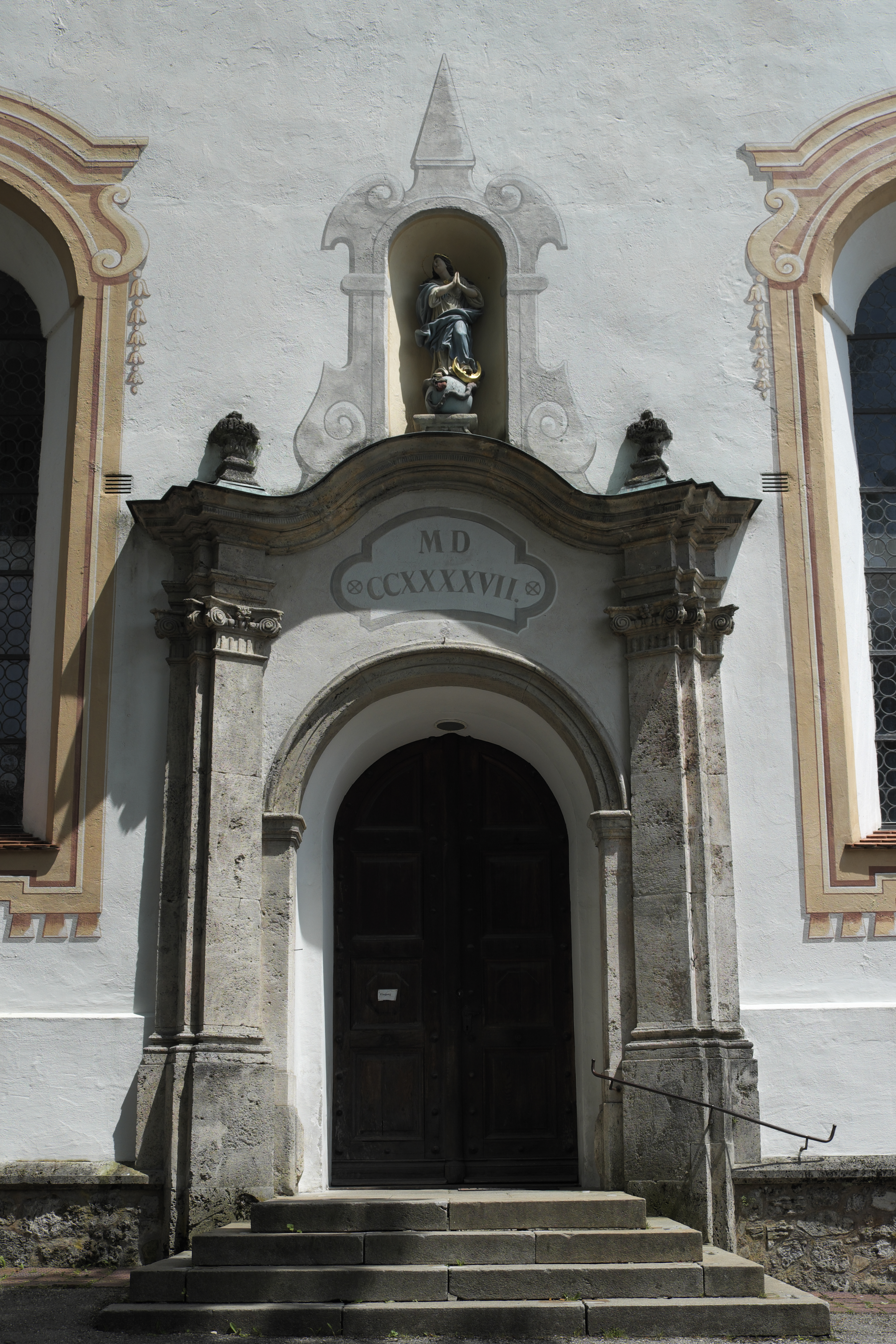

## Nevezetességek
- Kolostortemplom (Klosterkirche Mariä Himmelfahrt) - Mennyezeti freskói és stukkódíszei Johann Baptist Zimmermann legérettebb alkotásai. Ő készítette a főoltáron látható festményt is. Az oltárokat, a szószéket és a diadalív két oldalán a két szobrot Franz Xaver Schmädl készítette.
- Búcsújáró templom (Wallfahrtskirche St. Leonard) - Mennyezetét Johann Sebastian Troger freskója díszíti, mely a Fájdalmas anyánál és a megfeszített fiánál oltalmat keresőket ábrázolja.